# Cosmosoma quinquepunctata
Cosmosoma quinquepunctata är en fjärilsart som beskrevs av Heylarts 1890. Cosmosoma quinquepunctata ingår i släktet Cosmosoma och familjen björnspinnare. Inga underarter finns listade i Catalogue of Life.